# Centre de conservation du Louvre
Pour les articles homonymes, voir Louvre.
Le Centre de conservation du Louvre est un équipement culturel situé à Liévin qui a deux objectifs :
- il est destiné à la préservation des œuvres du Musée du Louvre estimées en péril en cas de crues centennales de la Seine[1],[2]. Même s'il n'y a pas eu de grandes crues depuis une soixantaine d'années, 5 grandes crues se sont produites au XXe siècle : en 1910, 1920, 1924, 1945 et 1955[3]. En juin 2016, une crue de la Seine a contraint plusieurs musées parisiens,  dont le Louvre, à déplacer en urgence une partie de leurs collections conservées en sous-sol[4] ;
- c'est un centre de recherche ouvert aux personnels scientifiques du Louvre, à des partenaires (professionnels des musées, restaurateurs, photographes), à des chercheurs et des universitaires dans le cadre de consultation d’œuvres, de programmes de recherche ou de parcours de formation.

## Le projet
Les objectis du projet sont de construire un bâtiment pour accueillir les quelque 250 000 œuvres conservées actuellement dans 60 réserves au Louvre dont certaines inondables, afin de les préserver du risque d'inondation et de les rendre mieux adaptées à la recherche et accessibles par la communauté scientifique, dans des espaces spécifiquement conçus pour la conservation et la consultation des collections.
Ce projet à Liévin fait suite à l'abandon du site de Cergy-Pontoise en 2008. Cergy-Pontoise devait accueillir en 2013 le centre national de conservation, de restauration et de recherches patrimoniales (CNCRRP), principalement destiné à abriter les collections de plusieurs musées parisiens (250 000 œuvres d’art du musée du Louvre mais aussi des musées d'Orsay, du Quai Branly, etc.). Ce centre devait s'accompagner d'ateliers de restauration, de laboratoires de recherche ainsi qu’une cité des métiers et des arts décoratifs. L'opération comprenait aussi un centre de médiation et valorisation du patrimoine destiné au grand public. Le projet n'aboutit finalement pas et les réserves du Louvre s'installeront donc  finalement à Liévin, à côté du Louvre-Lens, l'antenne du musée parisien.
Le budget est de 60 millions d’euros dont 49 % financés par le Conseil régional du Nord-Pas-de-Calais et 51 % par le Musée du Louvre. La répartition finale des contributions est la suivante : 33,1 M€ par le Louvre (qui proviennent en grande partie du prochain versement au titre de l’utilisation du nom du Louvre par le Louvre Abu Dhabi), 18 M€ par l’Union européenne (FEDER), 5 M€ par la Région Hauts-de-France, 2,5 M€ par le ministère de la Culture et de la communication et 1,4 M€ de mécénat mobilisé par le Louvre.
Le 2 octobre 2013 le Musée du Louvre, la région Nord-Pas-de-Calais et le Ministère de la culture ont signé un protocole d'accord pour la création à proximité du Louvre-Lens d'un centre destiné à la conservation et l'étude des collections du Louvre.
L'appel à candidatures pour le projet d'architecture a réuni 173 candidats dont cinq ont été retenus en octobre 2014 : Corinne Vezzoni et associés (Marseille); Neutelings Riedijkarchitecten Bv (Rotterdam); Rogers Stirk Harbour et partners (RHSP) (agence britannique); Estudio Arquitectura Baeza (Espagne) et Zig Zag architecture à Lille.
Chaque candidat aura un dédommagement de 130 000€ pour une annonce officielle attendue en juillet 2015 pour le choix du candidat retenu.
Le 7 juillet 2015, le musée du Louvre a annoncé que le projet de Rogers Stirk Harbour+ Partners (RSHP), associés à Mutabilis Paysage, était retenu,.
La première pierre du Centre a été posée le 8 décembre 2017,, à l'occasion des cérémonies célébrant le cinquième anniversaire du Louvre-Lens et du début des travaux sur le site.
L'ouverture du Centre a eu lieu le 8 octobre 2019.

## Polémiques
Quarante conservateurs du Louvre envoient le 26 septembre 2014, par la voie hiérarchique, un courrier à destination du ministre de tutelle Fleur Pellerin argumentant « ce grand centre de conservation, à cet endroit, était déjà une grossière erreur : trop coûteux, peu facilement accessible et, surtout, hypertrophié ».